# ديانا لين
ديانا لين (بالإنجليزية: Diana Lynn)‏ هي عازفة بيانو وممثلة أمريكية، ولدت في 5 يوليو 1926 بلوس أنجلوس في الولايات المتحدة، وتوفيت في 18 ديسمبر 1971 بنيويورك في الولايات المتحدة بسبب سكتة. بدأت مشوارها المهني سنة 1939.

## وصلات خارجية
- ديانا لين على موقع IMDb (الإنجليزية)
- ديانا لين على موقع ألو سيني (الفرنسية)
- ديانا لين على موقع ميوزك برينز (الإنجليزية)
- ديانا لين على موقع أول موفي (الإنجليزية)
- ديانا لين على موقع قاعدة بيانات برودواي على الإنترنت (الإنجليزية)
- ديانا لين على موقع قاعدة بيانات الأفلام السويدية (السويدية)
- ديانا لين على موقع إن إن دي بي (الإنجليزية)
- ديانا لين على موقع ديسكوغز (الإنجليزية)
- ديانا لين على موقع قاعدة بيانات الفيلم (الإنجليزية)
- ديانا لين على موقع كينوبويسك (الروسية)